# St. Gallus (Beutelhausen)

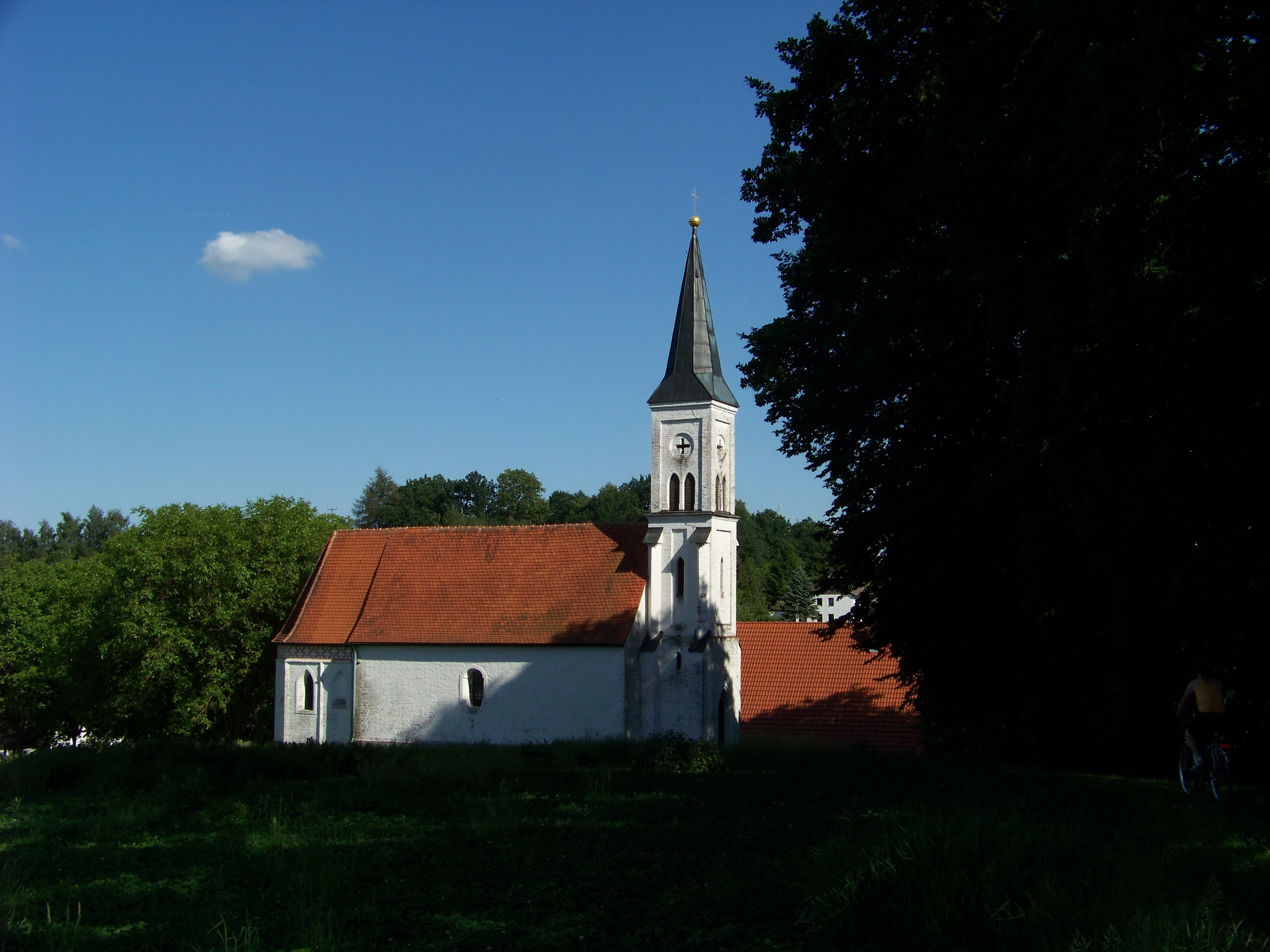
St. Gallus in Beutelhausen

Die römisch-katholische Filialkirche St. Gallus steht in Beutelhausen, einem Gemeindeteil von Bruckberg im niederbayerischen Landkreis Landshut. Sie ist in der Bayerischen Denkmalliste unter der Nummer D-2-74-194-7 eingetragen. Die Kirche gehört zum Dekanat Landshut im Erzbistum München und Freising. Kirchenpatron ist der Hl. Gallus.

## Beschreibung
Die spätgotische Saalkirche wurde am Ende des 15. Jahrhunderts erbaut und im 18. und 19. Jahrhundert verändert. Sie besteht aus dem Langhaus, dem eingezogenen, dreiseitig geschlossenen Chor zu zwei Jochen im Osten, der Sakristei an der Südwand des Chors und dem durch Strebepfeiler gestützten Kirchturm im Westen, der 1908 in neugotischen Formen angepasst wurde. Sein oberstes, mit einem spitzen Knickhelm abgeschlossenes Geschoss enthält den Glockenstuhl.
Der Innenraum des Chors ist mit einem Netzgewölbe überspannt. Der von je zwei Säulen flankierte Hochaltar wurde um 1710 aufgestellt. Die historische Orgel, die auf ein Tragpositiv des 17. Jahrhunderts zurückgeht und im Laufe ihrer Geschichte mehrmals verändert wurde, wurde 2011 von Orgelbau Linder restauriert.